# Scott Noble

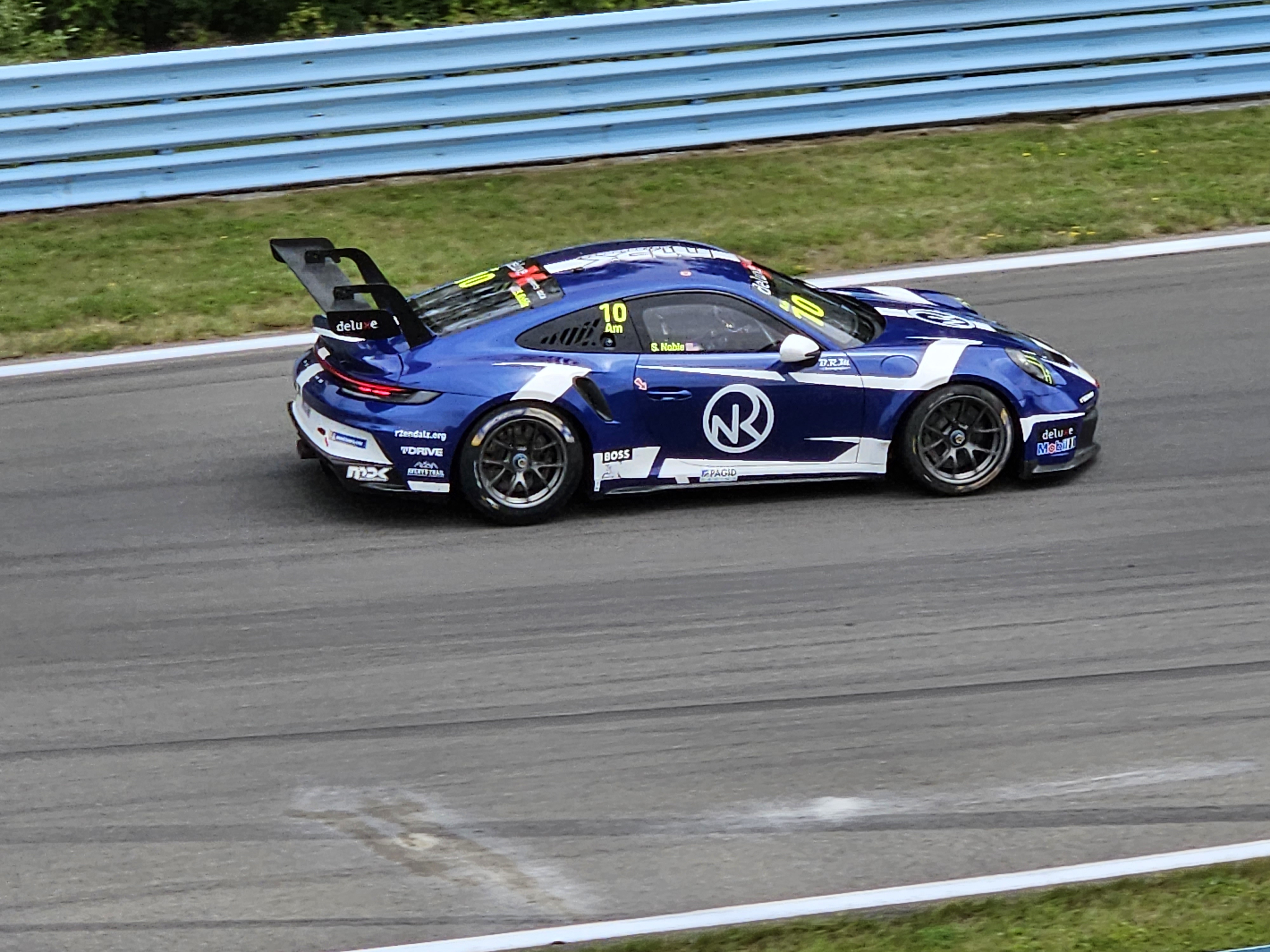
Der von Scott Noble 2023 gefahrene Porsche 992 GT3 Cup

Scott Noble (* 2. November 1962 in Dallas) ist ein US-amerikanischer Unternehmer und Autorennfahrer.

## Unternehmer
Scott Noble gründete 1997 Noble Royalties. Das in Dallas ansässige Unternehmen besitzt und verwaltet Bohrlizenzen in Nordamerika. 2025 betrug der Wert der Lizenzgebühren 1,4 Milliarden US-Dollar.

## Karriere als Rennfahrer
2021 begann Scott Noble als Amateurrennfahrer mit dem Motorsport. Er fuhr einen Porsche 718 Cayman GT4 Clubsport in der Pirelli-GT4-America-Serie und erreichte dort den achten Endrang. Es folgten Teilnahmen am  US-amerikanischen Porsche Carrera Cup  und dem Michelin Le Mans Cup. 2024 war er bei zwei Rennen der European Le Mans Series am Start. Gemeinsam mit Jason Hart und Ben Tuck fuhr er einen Ferrari 296 GT3. Nach dem 33. Gesamtrang beim 4-Stunden-Rennen von Mugello kam er beim Saisonabschluss in Portimão als 37. ins Ziel.